# Hokuto Matsumura
Pour les articles homonymes, voir Matsumura.
Hokuto Matsumura (松村北斗, Hokuto Matsumura), né le 18 juin 1995 à Shimada, dans la préfecture de Shizuoka, est un chanteur et acteur japonais.
Il est un membre du groupe junior SixTONES de la compagnie Johnny & Associates.

## Biographie
Hokuto Matsumura est entré dans l'agence Johnny & Associates le 15 février 2009 et il s'est ensuivi la formation du groupe Yuma Nakayama w /B.I.Shadow (ja) composé de Yuma Nakayama, Kento Nakajima, Fuma Kikuchi, Yugo Kochi le 4 juin 2009. Le 9 juin 2009, le groupe Yuma Nakayama  w/B.I Shadow s'est associé à deux membres des Hey! Say! JUMP, Ryosuke Yamada (ja) et Chinen Yuri (ja), afin de former les NYC boys. Le groupe fut formé spécialement afin d'accompagner les supporters de l'équipe féminine de volley lors du 2009 FIVB Volleyball World Grand Prix.
Le 15 juillet 2009, Yuma Nakayama w /B.I Shadow fera ses débuts discographiques avec un premier single, Akuma na Koi/NYC. 
Le 14 avril 2012, Matsumura Hokuto fait ses débuts en tant qu'acteur de télévision dans le drama Shiritsu Bakaleya Koukou où il campe le rôle de Tetsuya Asada. Le 13 octobre 2012, il fait ses débuts cinématographiques dans le rôle de Tetsuya Asada dans l'adaptation du drama du même nom.
Le 9 octobre 2014, il arrive 8e dans le classement du meilleur modèle pour le Best Jeanist 2014, avec 304 votes.
En janvier 2020, il débute avec le groupe SixTONES. Leur premier single s'intitule Imitation Rain et la chanson a été écrite par YOSHIKI.

## Dramas
- Shiritsu Bakareya Kōkō, diffusé du 14 avril au 30 juin 2012 sur la chaine Nihon TV dans le rôle de Tetsuya Asada.
- Kuro no Onna Kyoshi, diffusé du 20 juillet au 21 septembre 2012 sur la chaine TBS dans le rôle de Toshio Toda.
- Piece, diffusé du 6 octobre au 29 décembre 2012 sur la chaine Nihon TV dans le rôle de Takashi Yanai.
- Take five (dans le septième épisode), diffusé le 31 mai 2013 sur la chaine TBS ans le rôle  de Kazuma Dojo.
- Pin to kona, diffusé du 18 juillet au 19 septembre 2013 sur la chaine TBS dans le rôle de Shouhei Sawayama.
- Shark, diffusé du 12 janvier au 30 mars 2014 sur la chaine Nihon TV dans le rôle  de Ayumu Ryuzaki.
- Kamen Teacher (SP), diffusé le 14 février 2014 sur la chaine de Nihon TV dans le rôle de Reiji Yuzawa.
- Shark (saison 2, épisode 7) diffusé du 20 avril au 13 juillet 2014 sur la chaine Nihon TV dans le rôle  de Ayumu Ryuzaki.

## Films
- Shiritsu Bakareya Kōkō, 13 octobre 2012, dans le rôle de Tetsuya Asada.

## Émissions de télévision
- Gamushara!, diffusé le 12 avril 2014 sur la chaine de TV Asahi.